# C16H14N2O3
化学式C16H14N2O3（摩尔质量：282.3 g/mol）可以指：
- 苄达酸，CAS号：20187-55-7
- 6-苄氧基-7-甲氧基喹唑啉-4-酮，CAS号：286371-64-0
- 7-苄氧基-6-甲氧基喹唑啉-4-酮，CAS号：179688-01-8

|  | 这个同类索引页列出了具有相同分子式的化学物（即同分異構體）条目。 除非您是有意链接至本页，否则应将相应条目的内部链接指向正确的条目。 |